# Transrapid
Transrapid er et højhastighedstogsystem til personbefordring og transport af gods. Toget fremstilles og markedsføres af TRANSRAPID INTERNATIONAL GmbH & Co. KG, et selskab ejet af Siemens AG og ThyssenKrupp AG. Transrapidsystemet omfatter både "sporet" (monorail) med kraftoverførsel, togene og sikkerheds- og kontrolsystemer.
Teknisk er der tale om en magnetsvævebane efter statorprincippet.
Den 22. september 2006 blev mindst 23 personer dræbt i en kollision under en testkørsel på forsøgsstrækningen fra Lathen til Doerpen i Emsland, hvor et Transrapid-tog kolliderede med et vedligeholdelseskøretøj.
I et andet Transrapid tog der kører mellem lufthavnen og centrum i Shanghai opstod der i august 2006 brand
.